# Pictogramas accesibles

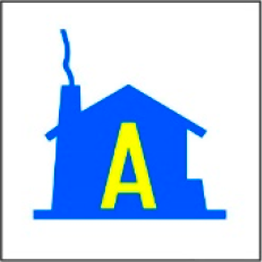
Muestra de un pictograma ordinario.

Los pictogramas accesibles son todos aquellos signos icónicos cuya intención principal se enfoca en la identificación de acciones y lugares asociados a la accesibilidad universal. Los pictogramas han sido aplicados desde hace mucho tiempo a los diferentes ámbitos de la comunicación humana. El pictograma accesible supone un nuevo paradigma de recursos gráficos diseñados para identificar «de los usos espaciales para el conjunto de sus usuarios». Lo que implica de forma muy clara sean percibidos y comprendidos por el máximo número de personas; independientemente de si tengan o no discapacidades.
Los pictogramas tienen específicamente un sentido comunicativo en su aplicación directa a contextos objetuales y espaciales. Y es una unidad informativa dentro de aquellos sistemas de orientación y señalización.

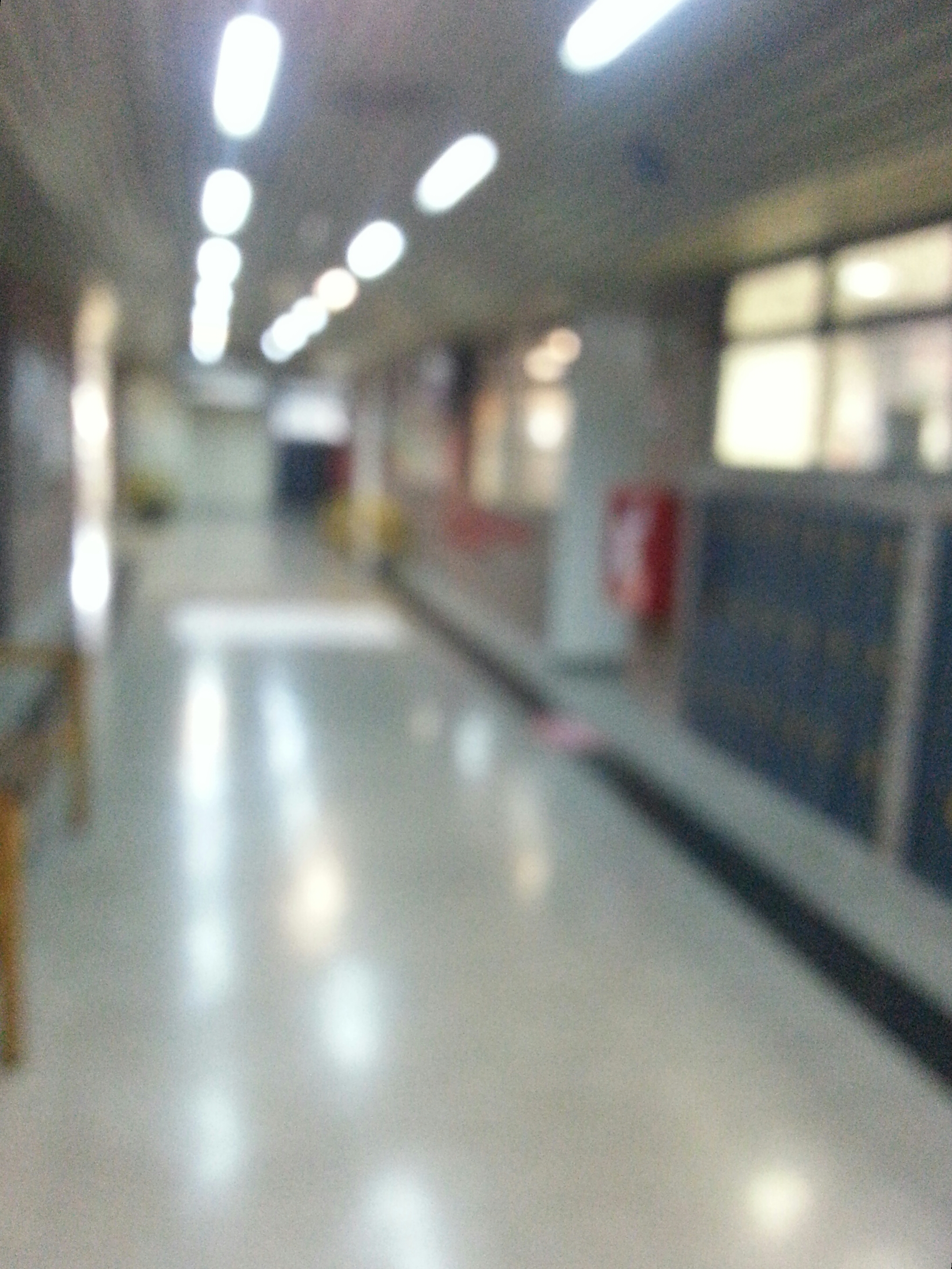
La oclusión visual no debería afectar en la identificación de un pictograma accesible.

## Funciones y elementos

### Funciones
- Identifica espacios o dependencias
- Direccionamiento por identificación o por su significado

### Elementos
- Referente: Lo que se desea representar.
- Ítem gráfico: Solución gráfica.
- Comprensión: Debe ser claramente comprendido por sí mismo.
- Legibilidad: De fácil visualización bajo diferentes condiciones.

## Diseño
1. Elegir el referente (lo que se desea representar)
2. Recopilación de la solución pictográfica más idónea
  1. Bibliográfica
  2. Online
  3. De conclusiones
3. Revisión normas vinculadas a la construcción gráfica de pictogramas; por ejemplo:
  1. ISO 22727
  2. ISO 7001
  3. ISO 3864-3
  4. UNE 1-142-90
4. Determinar la solución gráfica más directa y de significado inconfundible
5. Elaborar modelos por cada referente como propuesta formal
6. Evaluar la comprensión (al menos por 15 personas de diversidad cognitiva y cultural)
7. Evaluar con distintos grados de agudeza visual para así valorar su legibilidad
8. Diseñar gráficamente el modelo final

## Colores
Los códigos de construcción, como el perteneciente al "Código de construcción de California", requieren una figura blanca sobre un fondo azul. El azul será igual al Color n ° 15090 en la Norma Federal 595B. El cual equivale al color hexadecimal # 00537b que es un tono oscuro de cian. En el modelo de color RGB # 00537b se compone de 0% rojo, 32.55% verde y 48.24% azul. En el espacio de color HSL # 00537b tiene un tono de 200 ° (grados), 100% de saturación y 24% de luminosidad. Este color tiene una longitud de onda aproximada de 479.72 nm.